# Olympische Jugend-Sommerspiele 2018/Teilnehmer (Guam)
| Gelbes Symbol für Goldmedaillen mit stilisierten Olympischen Ringen | Graues Symbol für Silbermedaillen mit stilisierten Olympischen Ringen | Braundes Symbol für Bronzemedaillen mit stilisierten Olympischen Ringen |
| ------------------------------------------------------------------- | --------------------------------------------------------------------- | ----------------------------------------------------------------------- |
| —                                                                   | —                                                                     | —                                                                       |

Die Jugend-Olympiamannschaft aus Guam für die III. Olympischen Jugend-Sommerspiele vom 6. bis 18. Oktober 2018 in Buenos Aires (Argentinien) bestand aus vier Athleten, die alle im Ringen antraten. Sie konnten keine Medaille gewinnen.

## Athleten nach Sportarten

### Ringen
| Mädchen - Paulina Duenas Freistil bis 49 kg: 8. Platz - Kaetlyn-Rae Quintanilla Freistil bis 57 kg: 9. Platz | Jungen - Gavin Whitt Freistil bis 55 kg: 6. Platz - Lynch Santos Griechisch-römisch bis 71 kg: 6. Platz |